# Summer in the City (film)
Summer in the City is een West-Duitse dramafilm uit 1970 onder regie van Wim Wenders.

## Verhaal
Wanneer Hanns wordt hij vrijgelaten uit de gevangenis, voelt hij zich verloren in de stad. Hij wordt achtervolgd en wil naar New York vluchten. Uiteindelijk komt hij terecht in Amsterdam.

## Rolverdeling
| Acteur              | Personage  |
| ------------------- | ---------- |
| Hanns Zischler      | Hanns      |
| Edda Köchl          | Edda       |
| Libgart Schwarz     | Lipgart    |
| Marie Bardischewski | Marie      |
| Gerd Stein          | Misdadiger |
| Muriel Werner       | Misdadiger |
| Christian Thiele    | Christian  |
| Helmut Färber       | Zichzelf   |